# Central Fournier 2.ª Sección (Ejido)
Central Fournier 2.ª Sección es una localidad del municipio de Huimanguillo ubicado en la subregión de la Chontalpa del estado mexicano de Tabasco.

## Geografía
La localidad de Central Fournier 2.ª Sección se sitúa en las coordenadas geográficas 17°52′24″N 93°53′03″O / 17.873333, -93.884167, a una elevación de 14 metros sobre el nivel del mar.

## Demografía
Según el Conteo de Población y Vivienda 2020, efectuado por el Instituto Nacional de Estadística y Geografía, la localidad de Central Fournier 2.ª Sección tiene 11 habitantes, de los cuales 5 son del sexo masculino y 6 del sexo femenino. Su tasa de fecundidad es de 2.5 hijos por mujer y tiene 4 viviendas particulares habitadas.
| Gráfica de evolución demográfica de Central Fournier 2.ª Sección entre 1980 y 2020 |
|                                                                                    |
| INEGI.                                                                             |